# Viktor Lőrincz
Viktor Lőrincz (Cegléd, 28 aprile 1990) è un lottatore ungherese, specializzato nella lotta greco-romana, vinvitore della medaglia d'argento nel torneo degli 87 kg ai Giochi olimpici di Tokyo 2020.

## Biografia
È fratello di Tamás Lőrincz, vincitore della medaglia d'argento nella lotta greco-romana alle Olimpiadi di Londra 2012 e campione olimpico a Tokyo 2020.

## Palmarès
- Giochi olimpici

Tokyo 2020: argento negli 87 kg.
- Mondiali

Budapest 2013: bronzo negli 84 kg.
Tashkent 2014: bronzo negli 85 kg.
Nur-Sultan 2019: argento negli 87 kg.
- Europei

Belgrado 2012: bronzo negli 84 kg.
Novi Sad 2017: oro negli 85 kg.
Roma 2020: argento negli 87 kg.
- Giochi europei

Minsk 2019: bronzo negli 87 kg.
- Giochi mondiali militari

Wuhan 2019: oro negli 87 kg.